# ネド・ソネッティ
ネド・ソネッティ（Nedo Sonetti,1941年2月25日- ）は、イタリアの元サッカー選手、サッカー指導者。

## 来歴
1974年にセリエDで監督業をスタートして以来、30年以上の経験を持ち、主に中小クラブの監督を歴任。クラブの昇格請負人として、コゼンツァ・カルチョ(1980)、Sambenedettese(1981)、アタランタBC(1984)、ウディネーゼ・カルチョ(1989)、アスコリ・カルチョ(1991)、USレッチェ(1999)、ブレシア・カルチョ(2000)において、クラブの昇格に成功している。

## 指導歴
- FCエスペリア・ヴィアレッジョ 1974-1975
- Casertana 1975-1976
- スペツィア・カルチョ 1976-1979
- コゼンツァ・カルチョ 1979-1980
- USサンベネデテッセ 1980-1983
- アタランタBC 1983-1987
- ウディネーゼ・カルチョ 1987-1989
- USアヴェッリーノ 1989-1990
- アスコリ・カルチョ 1990-1991
- ボローニャFC 1991-1992
- USレッチェ 1992-1993
- ACモンツァ・ブリアンツァ1912 1993-1994
- トリノFC 1994-1996
- USクレモネーゼ 1996-1997
- USレッチェ 1997-1999
- ブレシア・カルチョ 1999-2000
- サレルニターナ・カルチョ1919 2000-2001
- カリアリ・カルチョ 2001-2002
- USチッタ・ディ・パレルモ 2002-2003
- ACアンコーナ 2003-2004
- カルチョ・カターニア 2004-2005
- カリアリ・カルチョ 2005-2006
- アスコリ・カルチョ 2006-2007
- カリアリ・カルチョ 2007
- ブレシア・カルチョ 2008-2009.5
- ヴィチェンツァ・カルチョ 2010